# قرنجیک خواجه‌خان
قرنجیک خواجه خان، روستایی در دهستان قزل‌آلان بخش گلدشت شهرستان گمیشان استان گلستان ایران است.
این روستا خاستگاه اصلی طایفه قرنجیک می‌باشد. در زبان ترکمنی قارا اینجیک به معنی ساق پای سیاه است. دلیل انتخاب این نام برای این طایفه بخاطر نژاد اسبی بوده‌است که پرورش می‌دادند. آن اسب ها دارای ساق پای سیاه رنگ بوده‌اند.
این طایفه دارای چهار تیره به نام‌های ۱. آنه قربانلی ۲. گوگجلی ۳. کوسلی ۴. صایادلی (کچه بالدیر) است.

## جمعیت
بر پایه سرشماری عمومی نفوس و مسکن در سال ۱۳۹۵ جمعیت این مکان ۳٬۴۱۴ نفر (۹۶۵خانوار) بوده‌است.